# مثلث يو

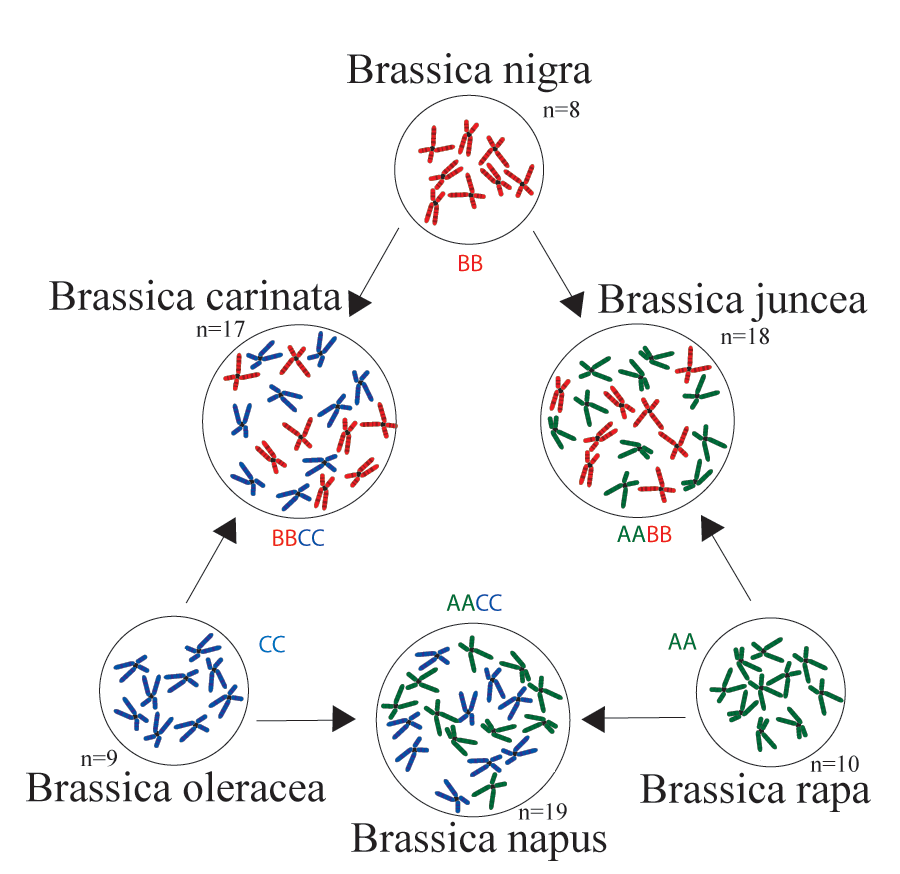

مثلث يو هو نظريةٌ عن التطور والعلاقات بين أعضاء جنس نبات الكرنب. تنص النظرية على اجتماع جينومات ثلاثة أنواع من الأسلاف من نبات الكرنب لخلق ثلاثة أنواع من الخضروات الحديثة وأنواع الثمار ذات البذور الزيتية. اتُفِق عى هذا منذ ذلك الحين من خلال دراسات الحمض النووي والبروتينات.
نُشرت النظرية لأول مرةٍ في عام 1935 عن طريق عالم النبات الكوري الياباني وو جانغ شون (Woo Jang-choon) الذي كان يعمل في اليابان (حيث كان اسمه الياباني ناجاهارو يو "Nagaharu U"، كما يُقرأ في اللغة اليابانية) . عمل جانغ شون على خلق هجائن اصطناعية بين الأنواع ثنائية الصبغيات ورباعية الصبغيات، ودرس كيفية اقتران الكروموسومات في الأنواع الناتجة الثلاثية الصبغيات.
يشير الحرف n إلى عدد الكروموسومات في كل جينوم، وهو الرقم الموجود في حبوب اللقاح أو البويضات. نأخد على سبيل المثال نبات اللفت الذي يُعتبر نوع من الكرنبيات ويتبع الفصيلة الصليبية، ويُحدد بالصيغة الصبغية: A - n = 10 (بدلاً من AA - 2n = 20). هذا يعني أن كل خلية جسدية من النبات تحتوي على نسختين كاملتين من الجينوم (ثنائي الصبغيات) ولكل جينوم عشرة صبغيات، وبالتالي سوف تحتوي كل خلية على 20 صبغي نظرًا لأن هذا الرقم مزدوج، فتُكتب بالصيغة الصبغية 2n = 2x = 20.
- AA - 2n = 2x = 20 – اللفت (مع السلجم) – اللفت، والملفوف الصيني.
- BB - 2n = 2x = 16 – الخردل الأسود
- CC - 2n = 2x = 18 – الخردل البري – الكرنب، واللفت، والبروكلي، والكرنب البروكسل، والثنبيط، والكرنب الساقي.

توجد هذه الأنواع الثلاثة كأنواع منفصلة، ولكن نظرًا لارتباطها الوثيق فقد كان من الممكن لها أن تُهجّن. لسوء الحظ، لا ينتج التهجين الداخلي بين الأنواع الجينومات التي تقاوم التلوث غير المنظم. سُمح بهذا التهجين بين الأنواع لإنشاء ثلاثة أنواع جديدة من نباتات الكرنب رباعية الصيغة الصبغية.
يُقال إن هذه النباتات الهجينة هي رباعية التضاعف الهجيني (أي تحتوي على أربعة جينومات مستمدة من نوعين مختلفين من الأسلاف) نظرًا لأنها مستمدة من جينومات نوعين مختلفين، (وبشكل أكثر تحديداً، فهي متغايرة الصيغة الرباعية الصبغية، أي أنها تحتوي على جينوم ثنائي الصبغية واحد من كل نوع من أنواع نباتات الكرنب المختلفة). تشير البيانات المستمدة من الدراسات الجزيئية إلى أن الأنواع الثلاثة ثنائية الصيغة الصبغية هي متعددة الصيغ الصبغية سابقًا.
- AABB - 2n = 4x = 36 – الكرنب الأسلي – الخردل الهندي
- AACC - 2n = 4x = 38 – السلجم – بذور اللفت، واللفت الإفرنجي
- BBCC - 2n = 4x = 34 – السلجم الزورقي – الخردل الإثيوبي